# Journal of Late Antiquity
Journal of Late Antiquity (JLA; рус. Журнал поздней античности) — первый англоязычный научный журнал, посвящённый изучению поздней античности. Публикует статьи по истории пост-классического мира (примерно с 250 по 800 гг. н. э.), включая историю позднего Рима, раннего Средневековья, ранней Византии, государства Сасанидов и исламского мира. Одной из основных целей журнала является привлечение внимания к поздней античности как к самостоятельному важному историческому периоду. Главный редактор журнала — Sabine Huebner (Базельский университет). Ранее им были Andrew Cain (Колорадский университет в Боулдере), Ralph Mathisen (Университет Иллинойса в Урбане-Шампэйн). Еще один эмерит-редактор - Ноэль Ленски.
Журнал выходит два раза в год, в марте и октябре. Средняя длина номера — 192 страницы. Первый номер вышел весной 2008 года.